# Miedniewice-Topola
Miedniewice-Topola est une localité polonaise de la gmina et du powiat de Skierniewice en voïvodie de Łódź.